# Mansel Lacy
Mansel Lacy lub Mansell Lacy – wieś i civil parish w Anglii, w hrabstwie Herefordshire. W 2011 roku civil parish liczyła 139 mieszkańców. Mansell Lacy jest wspomniana w Domesday Book (1086) jako Malveselle.